# Australische Frauen-Cricket-Nationalmannschaft in England in der Saison 2013
Die Tour der australischen Cricket-Nationalmannschaft nach England in der Saison 2013 fand vom 11. bis zum 31. August 2013 statt. Die internationale Cricket-Tour war Bestandteil der Internationalen Cricket-Saison 2013 und umfasste einen WTests, drei WODIs und drei WTwenty20s. England gewann die WODI-Serie 2–1 und die WTwenty20-Serie 3–0, während die WTest-Serie 0–0 unentschieden endete. Damit sicherte sich England die Ashes.

## Vorgeschichte
England spielte zuvor eine Tour gegen Pakistan, für Australien war es die erste Tour der Saison. Das letzte Aufeinandertreffen der beiden Mannschaften bei einer Tour fand in der Saison 2010/11 in Australien statt.

## Stadien
Die folgenden Stadien wurden für die Tour als Austragungsort vorgesehen, die am 24. Februar 2014 bekanntgegeben wurden.
| Stadion               | Stadt             | Kapazität | Spiele       |
| --------------------- | ----------------- | --------- | ------------ |
| County Ground         | Chelmsford        | 6.500     | 1. WT20      |
| Emirates Durham       | Chester-le-Street | 17.000    | 3. WT20      |
| Rose Bowl             | Southampton       | 6.500     | 2. WT20      |
| County Cricket Ground | Hove              | 7.000     | 2. & 3. WODI |
| Lord’s Cricket Ground | London            | 30.000    | 1. WODI      |
| Wormsley Park         | Stokenchurch      |           | 1. WTest     |

## Kaderlisten
Australien benannte seine Kader am 21. Mai 2013.
England benannte seine Kader am 7. Juli 2013.
| WTest | WTest | WODI | WODI | WTwenty20 | WTwenty20 |
| England | Australien | England | Australien | England | Australien |
| --- | --- | --- | --- | --- | --- |
| - Charlotte Edwards (K) - Tammy Beaumont - Arran Brindle - Katherine Brunt - Lydia Greenway - Jenny Gunn - Danielle Hazell - Heather Knight - Laura Marsh - Natalie Sciver - Anya Shrubsole - Sarah Taylor (wk) - Lauren Winfield - Danielle Wyatt | - Jodie Fields (K, wk) - Alex Blackwell (VK) - Jess Cameron - Sarah Coyte - Sarah Elliott - Holly Ferling - Rachael Haynes - Alyssa Healy (wk) - Julie Hunter - Jess Jonassen - Meg Lanning - Erin Osborne - Ellyse Perry - Megan Schutt - Elyse Villani | - Charlotte Edwards (K) - Tammy Beaumont - Arran Brindle - Katherine Brunt - Holly Colvin - Georgia Elwiss - Lydia Greenway - Jenny Gunn - Danielle Hazell - Heather Knight - Laura Marsh - Natalie Sciver - Anya Shrubsole - Sarah Taylor (wk) - Lauren Winfield | - Jodie Fields (K, wk) - Alex Blackwell (VK) - Jess Cameron - Sarah Coyte - Holly Ferling - Rachael Haynes - Alyssa Healy (wk) - Julie Hunter - Jess Jonassen - Meg Lanning - Erin Osborne - Ellyse Perry - Megan Schutt - Elyse Villani | - Charlotte Edwards (K) - Tammy Beaumont - Arran Brindle - Katherine Brunt - Holly Colvin - Lydia Greenway - Jenny Gunn - Danielle Hazell - Heather Knight - Laura Marsh - Natalie Sciver - Anya Shrubsole - Sarah Taylor (wk) - Danielle Wyatt | - Jodie Fields (K, wk) - Alex Blackwell (VK) - Jess Cameron - Sarah Coyte - Holly Ferling - Rachael Haynes - Alyssa Healy (wk) - Julie Hunter - Jess Jonassen - Meg Lanning - Erin Osborne - Ellyse Perry - Megan Schutt - Elyse Villani |

## Tour Matches
| 5. – 6. August Scorecard | Radlett | Australien 340 (94.1)           | – | England 224 (82.2) |
|                          |         | Australien gewinnt mit 116 Runs |   |                    |

| 17. August Scorecard | Crowthorne | Australien 306-9 (50)                        | – | England 124-9 (30) |
|                      |            | Australien gewinnt mit 101 Runs (D/L method) |   |                    |

## Women’s Test in Stokenchurch
| 11. – 14. August Scorecard | Stokenchurch | Australien 331-6d (124) & 231-5d (86) | – | England 314 (139.5) & 93-2 (34) |
|                            |              | Remis                                 |   |                                 |

Australien gewann den Münzwurf und entschied sich als Schlagmannschaft zu beginnen. Als Spielerin des Spiels wurde Heather Knight ausgezeichnet.

## Women’s One-Day Internationals

### Erstes WODI in London
| 20. August Scorecard | London (Lord’s) | Australien 203-8 (50)          | – | England 176 (47.3) |
|                      |                 | Australien gewinnt mit 27 Runs |   |                    |

Australien gewann den Münzwurf und entschied sich als Schlagmannschaft zu beginnen. Als Spielerin des Spiels wurde Erin Osborne ausgezeichnet.

### Zweites WODI in Hove
| 23. August Scorecard | Hove | England 256-6 (50)          | – | Australien 205 (48.2) |
|                      |      | England gewinnt mit 51 Runs |   |                       |

England gewann den Münzwurf und entschied sich als Schlagmannschaft zu beginnen. Als Spielerin des Spiels wurde Anya Shrubsole ausgezeichnet.

### Drittes WODI in Hove
| 25. August Scorecard | Hove | Australien 203-4 (36/36)      | – | England 204-5 (33.2/36) |
|                      |      | England gewinnt mit 5 Wickets |   |                         |

Australien gewann den Münzwurf und entschied sich als Schlagmannschaft zu beginnen. Das Spiel wurde auf Grund von nassem Außenfeld verkürzt. Als Spielerin des Spiels wurde Sarah Taylor ausgezeichnet.

## Women’s Twenty20 Internationals

### Erstes WTwenty20 in Chelmsford
| 27. August Scorecard | Chelmsford | England 146-4 (20)          | – | Australien 131-2 (20) |
|                      |            | England gewinnt mit 15 Runs |   |                       |

England gewann den Münzwurf und entschied sich als Schlagmannschaft zu beginnen. Als Spielerin des Spiels wurde Sarah Taylor ausgezeichnet.

### Zweites WTwenty20 in Southampton
| 29. August Scorecard | Southampton | Australien 127-7 (20)         | – | England 128-5 (19) |
|                      |             | England gewinnt mit 5 Wickets |   |                    |

Australien gewann den Münzwurf und entschied sich als Schlagmannschaft zu beginnen. Als Spielerin des Spiels wurde Lydia Greenway ausgezeichnet.

### Drittes WTwenty20 in Chester-le-Street
| 31. August Scorecard | Chester-le-Street | Australien 91-7 (20)          | – | England 92-3 (16.2) |
|                      |                   | England gewinnt mit 7 Wickets |   |                     |

England gewann den Münzwurf und entschied sich als Feldmannschaft zu beginnen. Als Spielerin des Spiels wurde Katherine Brunt ausgezeichnet.

## Punktwertung
Die Ashes wurden erstmals nach einer Punktwertung vergeben. Im WTest gab es vier Punkte für einen Sieg, zwei für ein Remis, Unentschieden oder No Result und in den kurzen Spielformen zwei bzw. einen Punkt.
| England |            | Australien |
| ------- | ---------- | ---------- |
| 2       | WTests     | 2          |
| 2       | 1. WTest   | 2          |
| 4       | WODIs      | 2          |
| 0       | 1. WODI    | 2          |
| 2       | 2. WODI    | 0          |
| 2       | 3. WODI    | 0          |
| 6       | WTwenty20s | 0          |
| 2       | 1. WT20    | 0          |
| 2       | 2. WT20    | 0          |
| 2       | 3. WT20    | 0          |
| 12      | Gesamt     | 4          |

## Auszeichnungen

### Player of the Match
Als Player of the Match wurden die folgenden Spielerinnen ausgezeichnet.
| Spiel   | Player of the Match |
| ------- | ------------------- |
| 1. WODI | Erin Osborne        |
| 2. WODI | Anya Shrubsole      |
| 3. WODI | Sarah Taylor        |
| 1. WT20 | Sarah Taylor        |
| 2. WT20 | Lydia Greenway      |
| 3. WT20 | Katherine Brunt     |